# Kopfüber
Kopfüber è un film del 2013 diretto da Bernd Sahling.